# 由宇町
由宇町（ゆうちょう）は、かつて山口県の東部に存在した町。玖珂郡に属した。2006年3月20日、隣接していた岩国市などと合併して新たに岩国市となり消滅した。
プロ野球・広島東洋カープの2軍の練習場がある。

## 地理

### 隣接する自治体
- 岩国市
- 柳井市
- 玖珂郡：周東町
- 山口県の東部に位置し、東部は安芸灘西部、西部は柳井市日積地区・大畠地区に接する。

## 概要
気候は温暖といえる。地勢として由宇川沿いの中・下流域と旧神代村の神東地区を合併した地域となっていて、町内最高地は銭坪山であり大将軍の峰を併立させている。平野部は比較的少なく、由宇川沿いと下流に広がる沖積部に見られるが、地名の表すように人情は豊かである。地名の起こりは中流にある温泉にあり、“ゆ”がいつか“ゆう”と呼び慣わせたのであろう。産業としては1次産業の農水産業が基にあり、かつては由宇村として由宇川沿いの活動中心的勢いを持っていた。物流の手段としては人馬が中心であったが、由宇川上流の伊陸の錦までは小舟で荷を上げていたと云う。（ただし、終戦後に川幅が広く整備され、上流からの堆積物が少なくなったため川底の低下により小舟の行き来出来るとは想像出来ない。）
社会の近代化に伴い周東地方の米の集散地として廻船問屋・汽船会社や米問屋・精米業が繁栄し、由宇銀行が設立されるなど農村的中心地の地位をなしたのち、岩国の近郊として織物産業が盛んになり栄えた。繊維不況の後は広島の衛星地として自動車関係の製造業が挙げられ、バランスのとれた発展をしている。

## 歴史

### 地名の由来など
- 平安時代に温泉地として栄えていたという説がある。
- 関ヶ原の合戦のあと、岩国藩主の吉川広家が岩国が整備されていないため最初は由宇に居住した。
- 江戸時代に、周防由宇代官所がおかれ、海土路、藤生、黒崎、青木、保津、通津、長野、由宇、日積、神代、大畠、の11ヵ村を管轄した。

### 沿革
- 1889年（明治22年）4月1日 - 町村制の施行により、近世以来の由宇村が単独で自治体を形成。
- 1926年（大正15年）2月11日 - 由宇村が町制施行して由宇町となる。
- 1955年（昭和30年）4月1日 - 神代村の一部（神東地区＝大番・城ヶ崎・原・時森）を編入。
- 2006年（平成18年）3月20日 - 岩国市・玖珂町・本郷村・周東町・錦町・美川町・美和町と合併し改めて岩国市が発足。同日由宇町も廃止となった。

## 産業
- 由宇建材
- 丸大織物
- 由宇温泉観光ホテル
- 山口銀行由宇支店　：明治時代に地元財界によって由宇銀行が設立され、伊陸、通津、麻里布、新湊に支店があった。その後、周東産業銀行（本店：岩国）に発展し、次に華浦銀行（本店：防府）、山口銀行に合併された。
- 東山口信用金庫由宇支店
- デルタ工業由宇工場
- 東邦工業

### 漁業
- 由宇漁港

## 交通

### 鉄道
- 山陽本線 - 由宇駅 - 神代駅

### 道路
- 国道188号、国道437号

## 主要施設
- 広島東洋カープ由宇練習場

## 著名な出身者
- 嶋谷徳三郎 - 嶋谷汽船社長
- 山中柴吉 - 海軍中将
- 広中平祐 - 数学者、フィールズ賞受賞者、山口大学学長
- 福多清光 - セブンイレブン副社長
- 藤中章三 - 日本経営数理コンサルティング創業者・社長
- 槙本利光 - 山口県会議員、由宇町長